# Terenew
Terenew (ang. Terreneuvian)
- w sensie geochronologicznym – najstarsza epoka kambru. Trwała ok. 20 mln lat, od ok. 541,0 ± 1,0 do ~521 mln lat temu. Jest to najstarsza epoka paleozoiku i najstarsza wyróżniona epoka w dziejach Ziemi. Dzieli się na dwa wieki: fortun i 2. wiek kambru (nie posiadający jeszcze oficjalnej nazwy).

- w sensie chronostratygraficznym – najniższy oddział kambru. Dzieli się na dwa piętra: fortun i 2. piętro kambru (nie posiadające jeszcze oficjalnej nazwy).

## Ziemia na początku kambru
W początku kambru lądy Ziemi tworzyły pięć dużych platform kontynentalnych (kratonów): Laurencja, Bałtyka, Syberia, Kraton Wschodnio-Azjatycki i południowy superkontynent Gondwana. W tym czasie wzrasta w sposób gwałtowny liczba organizmów, tworzących mineralne części szkieletowe, oraz organizmów drążących osady (syndrom Verdun). Atmosfera ziemska w przybliżeniu zawiera 2% swobodnego tlenu (obecnie 21%), co umożliwia rozwój fauny morskiej. Dla rozwoju życia na lądzie stałym taki udział tlenu jest jednak niewystarczający.

## Fauna
Pod względem fauny terenew to tzw. „kambr przedtrylobitowy”, okres po kambryjskiej eksplozji życia, poprzedzający pojawienie się trylobitów, dominujących stawonogów morskich paleozoiku. W porównaniu ze starszą fauną ediakarańską zwierzęta morskie terenewu odkładają więcej zmineralizowanych części twardych jako elementów oporowych ich otoczki komórkowej. Do budowy szkieletów zwierzęta wykorzystują węglan wapnia (kalcyt).
We wczesnym kambrze pojawiają się przedstawiciele otwornic, obecnie dość rozpowszechnionych. W dużych ilościach występują algi wapienne z prawdziwym jądrem komórkowym. Rozwijają się grupy mięczaków. We wczesnym kambrze są już trzy gromady mięczaków reprezentowane przez: ślimaki, małże i prymitywną gromadę Monoplacophora (jednotarczowce).
Gąbki (Porifera) są reprezentowane w morzach przez trzy gromady (gąbki tworzące kolonie, czyli Demospongea, Haylospongea i gąbki wapienne (Calcispongea), do których zalicza się już łącznie dziewięć rzędów. Szeroko rozpowszechnione w morzach są jednokomórkowe promienice z podrzędów Spumellina i Nassellaria. Występują one tak w dużych ilościach, że ich skamieniałe szkielety krzemionkowe tworzą grube osady skalne. Obok występujących już w górnym proterozoiku pierścienic (Annelida), opanowują teraz morza szczecioszczękie (Chaetognatha) i sikwiaki (Sipunculida). Wszystkie tworzą własne rodziny z licznymi rodzajami. Pierścienice są szczególnie licznie reprezentowane przez rodzinę Serpulidae. Rozwijają się podtypy stawonogów: szczękoczułkowce i skorupiaki. Trylobitokształtne pojawiają się z końcem epoki. Rozwijają się ramienionogi, reprezentowane przez sześć rzędów. Wśród jamochłonów pojawiają się duże meduzy. Do jamochłonów należą także stułbiopławy, bez wykształconych elementów szkieletowych.

## Flora
Na dużą skalę rozpoczyna się biokalcyfikacja, czyli powstawanie raf, ponieważ zwierzęta wodne zaczęły budować swoje szkielety z kalcytu.